# Ofelia Jarl Ortega
Paula Maria Ofelia Jarl Ortega, född 13 juli 1990 i Malmö, är en svensk dansare, koreograf och kompositör.

## Biografi
Ofelia Jarl Ortega är främst uppvuxen i Malmö och har delvis chilenska rötter som dotter till flamencodansören Mariana Ortega och musikern Stephan Jarl. Hon är utbildad vid Kungliga Svenska Balettskolan, tog 2014 en masterexamen i koreografi vid Dans- och cirkushögskolan i Stockholm och har även studerat genusvetenskap vid Lunds universitet. År 2004 visades Terese Mörnviks kortfilm 12 år om henne på SVT. Hon har under många år verkat som dansare och koreograf i Sverige och internationellt med en återkommande  inriktning på ett sensibelt, experimentellt utforskande av teman som sårbarhet, femininet och erotik. Med verken Valquiria (2014), Hidden for us (2014), samarbetet God sikt (2015) och Donnie (2015) etablerade hon sig som koreograf på bland annat Dansstationen och Potato Potato i Malmö, Atalante i Göteborg och MDT i Stockholm. Därefter har hennes verk framförts på scener runt om i Europa och Sydamerika. Ofta har hon även skapat musiken till sina verk. Hon medverkar som medförfattare i MDT:s antologi "Post-Dance" (2017).
2018 tilldelades hon Young Choreographers’ Award vid ImPulsTanz - Vienna International Dance Festival för verket B.B..

## Verk (urpremiär)
- 2014 – Valquiria
- 2014 – Hidden for us
- 2015 – Donnie
- 2015 – God sikt
- 2016 – Hot Love
- 2016 – Shoot-shoot, bang-bang
- 2016 – Forever
- 2018 – C in the mud
- 2018 – Shredder
- 2018 – B.B.
- 2019 – StM
- 2020 – Scenario
- 2020 – Hegemony
- 2021 – Ton Oncle & Ty-Dy